# Lancia Kappa
O Lancia Kappa (Tipo 838) é um automóvel do segmento E fabricado e comercializado pela montadora italiana Lancia de agosto de 1994 a julho de 2000, nas versões sedã, perua e cupê — compartilhando a plataforma com o Alfa Romeo 166. O Kappa possui motor dianteiro, tração dianteira, cinco lugares e volante à esquerda.
Após sua estreia no Salão do Automóvel de Paris de 1994, a produção atingiu 117.216 unidades, ao longo de seis anos. O Kappa foi fabricado na fábrica da Fiat em Tetti Francesi, Rivalta di Torino, e foi projetado pelo Centro Stile Lancia em colaboração com o I.DE.A Institute.
A Lancia já havia usado o nome Kappa para o Kappa de 1919, com evoluções chamadas Dikappa e Trikappa.

## História do modelo
- 1994 - Início da produção do Kappa.
- 1996 - A carroceria perua, comercializada como Station Wagon, se junta à linha. O motor a gasolina de 2,0 litros naturalmente aspirado é equipado com um coletor de admissão de geometria variável. Na cabine, os bancos são substituídos por um novo design, incluindo novos padrões de estofamento.
- 1997 - É lançada a carroceria cupê, e ao mesmo tempo, são feitas algumas mudanças no interior, porta-malas, suspensão e compartimento do motor, além de novas rodas de liga leve serem disponibilizadas.
- 1998 - O motor 2.0 L turboalimentado de quatro cilindros é substituído pelo motor de cinco cilindros, enquanto o turbodiesel é atualizado para um motor JTD. Os protetores de para-choque, antes pretos, são alterados para a cor da carroceria, e o nível de acabamento básico, LE, é eliminado, restando apenas os mais luxuosos LS e LX. Ao mesmo tempo, é introduzido um nível de acabamento especial para o motor turboalimentado a gasolina, chamado simplesmente de "Turbo", que se distingue pela ausência de adesivos cromados ao redor das molduras das janelas. Os materiais internos também são aprimorados em toda a linha, incluindo a adição de um volante revestido em couro com design diferenciado e um apoio de braço central dianteiro.
- 1999 - Os outros dois motores de cinco cilindros são modificados junto com o aparelho de ar condicionado.
- 2000 - O Kappa ganha faróis HID de xenônio. A produção do Berlina e do SW foi encerrada em julho de 2000 (a produção do Coupé acabou no início do ano).